# Eudorcas rufifrons
La gacela de frente roja (Eudorcas rufifrons) es una especie de mamífero bóvido perteneciente al género Eudorcas que habita las sabanas del África Central. Se le encuentra por todo el Sahel desde Senegal hasta Etiopía. 